# Cemitério da Comunidade Evangélica de Blumenau

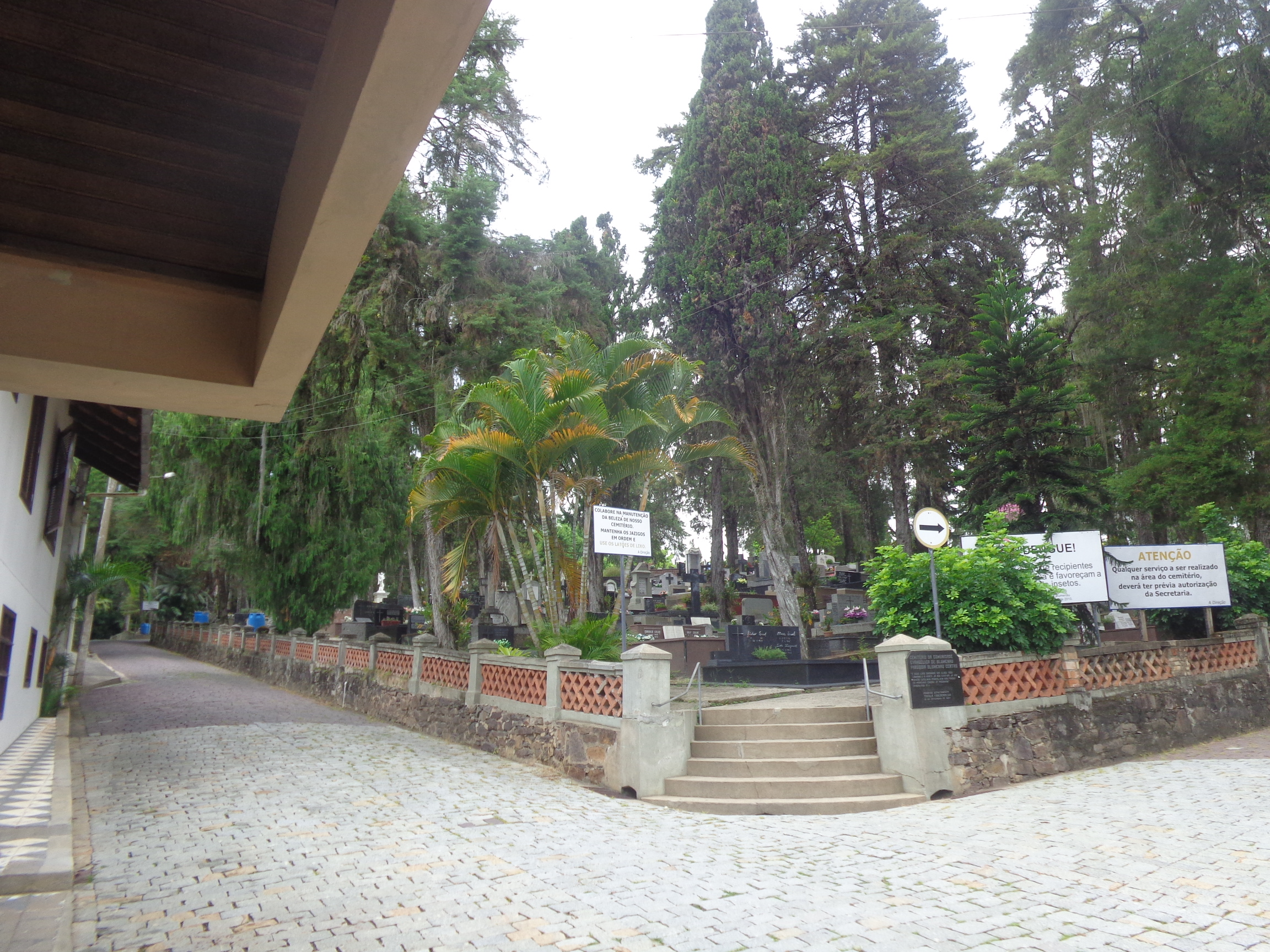
Acesso ao cemitério

O Cemitério da Comunidade Evangélica de Blumenau é um cemitério em Blumenau, Santa Catarina, Brasil. É o cemitério central da Igreja Evangélica de Confissão Luterana no Brasil (IECLB) na cidade e está localizado na rua Amazonas, nº 119, bairro Garcia. O primeiro sepultamento, de Thekla Friedenreich, ocorreu em 15 de setembro de 1857.

## Sepultamentos

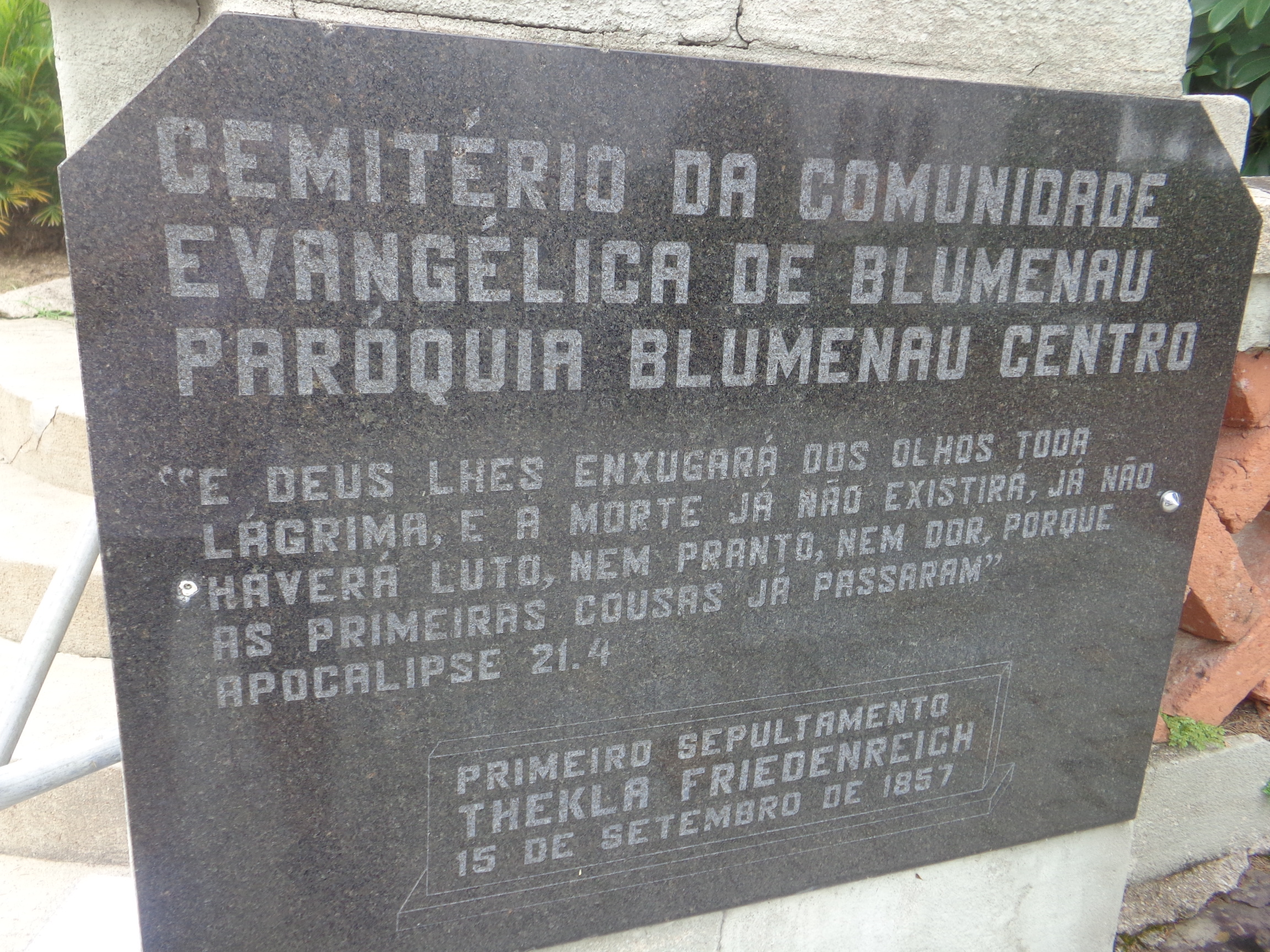
Placa de entrada

| Nome                 | Nascimento e morte |  | Ocupação                     |
| -------------------- | ------------------ |  | ---------------------------- |
| Bruno Hering         | 1842 - 1918        |  | empresário                   |
| Carlos Curt Zadrozny | 1926 - 1990        |  | prefeito de Blumenau         |
| Emil Odebrecht       | 1835 - 1912        |  | engenheiro                   |
| Fritz Müller         | 1822 - 1897        |  | naturalista                  |
| Gustavo Salinger     | 1848 - 1920        |  | prefeito de Blumenau         |
| Hermann Hering       | 1835 - 1915        |  | empresário                   |
| Paulo Zimmermann     | 1862 - 1923        |  | deputado estadual            |
| Rudolf Oswaldo Hesse | 1820 - 1879        |  | pastor                       |
| Udo Deeke            | 1905 - 1985        |  | governador de Santa Catarina |